# Годрич (Онтарио)
Годрич (енгл. Goderich) је градић у Канади у покрајини Онтарио. Према резултатима пописа 2011. у граду је живело 7.521 становника.

## Становништво
Према резултатима пописа становништва из 2011. у граду је живело 7.521 становника, што је за 0,6% мање у односу на попис из 2006. када је регистровано 7.563 житеља.
| 2006. | 2011. | 2016. |
| ----- | ----- | ----- |
| 7.563 | 7.521 | 7.628 |